# Стала тонкої структури
Стала тонкої структури — безрозмірна константа, яку можна утворити із фундаментальних фізичних сталих: елементарного електричного заряду e, швидкості світла c та зведеної сталої Планка {\displaystyle \hbar }.

## Загальний опис
Вперше стала тонкої структури була введена Арнольдом Зоммерфельдом в 1916 році в формулі Зоммерфельда-Дірака при розгляді прецесійного руху релятивістського електрона в полі атомного воднеподібного ядра. Свою назву вона отримала в зв'язку з тим, що вона визначає тонку структуру спектру атома водню.
Стала є безрозмірною величиною, а її чисельне значення не залежить від вибраної системи одиниць. Зараз рекомендується використовувати наступне значення
{\displaystyle \alpha =7,297\,352\,5698(24)\times 10^{-3}={\frac {1}{137,035\,999\,074(44)}}.}
В системі ISQ вона може бути визначена як:
{\displaystyle \alpha ={\frac {e^{2}}{\hbar \,c4\pi \varepsilon _{0}}}={\frac {e^{2}}{2\varepsilon _{0}hc}}},
де e — елементарний електричний заряд, {\displaystyle \hbar =h/2\pi } — зведена стала Планка, c — швидкість світла у вакуумі, {\displaystyle \varepsilon _{0}} — електрична стала.
В системі одиниць СГС стала тонкої структури визначається як:
{\displaystyle \alpha ={\frac {e^{2}}{\hbar c}}}.

## Значення
Стала тонкої структури є основою константою квантової електродинаміки, оскільки визначає інтенсивність електромагнітної взаємодії. У квантовій електродинаміці часто використовується природна система одиниць, в якій приведена стала Планка і швидкість світла, а також маса електрона, дорівнюють одиниці. В такій безрозмірній системі одиниць стала тонкої структури дорівнює квадрату елементарного електричного заряду, залишаючись єдиною константою теорії. Систему одиниць можна також визначити таким чином, що одиниці дорівнюватиме електричний заряд. Тоді величина, обернена сталій тонкої структури, відіграватиме за вибором або роль сталої Планка або роль швидкості світла.
Мале значення сталої тонкої структури дозволяє використання в квантовій електродинаміці теорії збурень. Для порівняння, якщо інтенсивність електромагнітної взаємодії {\displaystyle \alpha \approx 1/137}, то інтенсивність сильної взаємодії має порядок одиниці.

## Фізична інтерпретація
Стала тонкої структури формально вважається відношенням двох енергій: енергії, необхідної для зближення двох електронів з нескінченності до деякої віддалі {\displaystyle s\,}, та енергії фотона з довжиною хвилі {\displaystyle 2\pi s\,}.
З історичної ретроспективи першою інтерпретацією сталої тонкої структури було відношення швидкості електрона на першій круговій орбіті в Боровській моделі атома до швидкості світла.